# Chun Lee-kyung
Chun Lee-kyung (kor. 전이경, ur. 6 stycznia 1976 w Okcheon) – południowokoreańska łyżwiarka szybka, specjalizująca się w short tracku, wielokrotna zdobywczyni medali olimpijskich, mistrzostw świata i zimowych igrzysk azjatyckich.
Zdominowała rywalizację kobiet w short tracku w połowie lat 90. Startowała na trzech igrzyskach (IO 92, IO 94, IO 98) i na dwóch zdobywała medale (łącznie pięć). W 1994 i 1998 zwyciężała na dwóch dystansach: 1000 metrów indywidualnie i 3000 metrów w sztafecie. W Nagano była również trzecia na 500 m. Wielokrotnie stawała na podium mistrzostw świata, m.in. trzy razy wygrywając wielobój (1995, 1996, 1997).